# Sudare

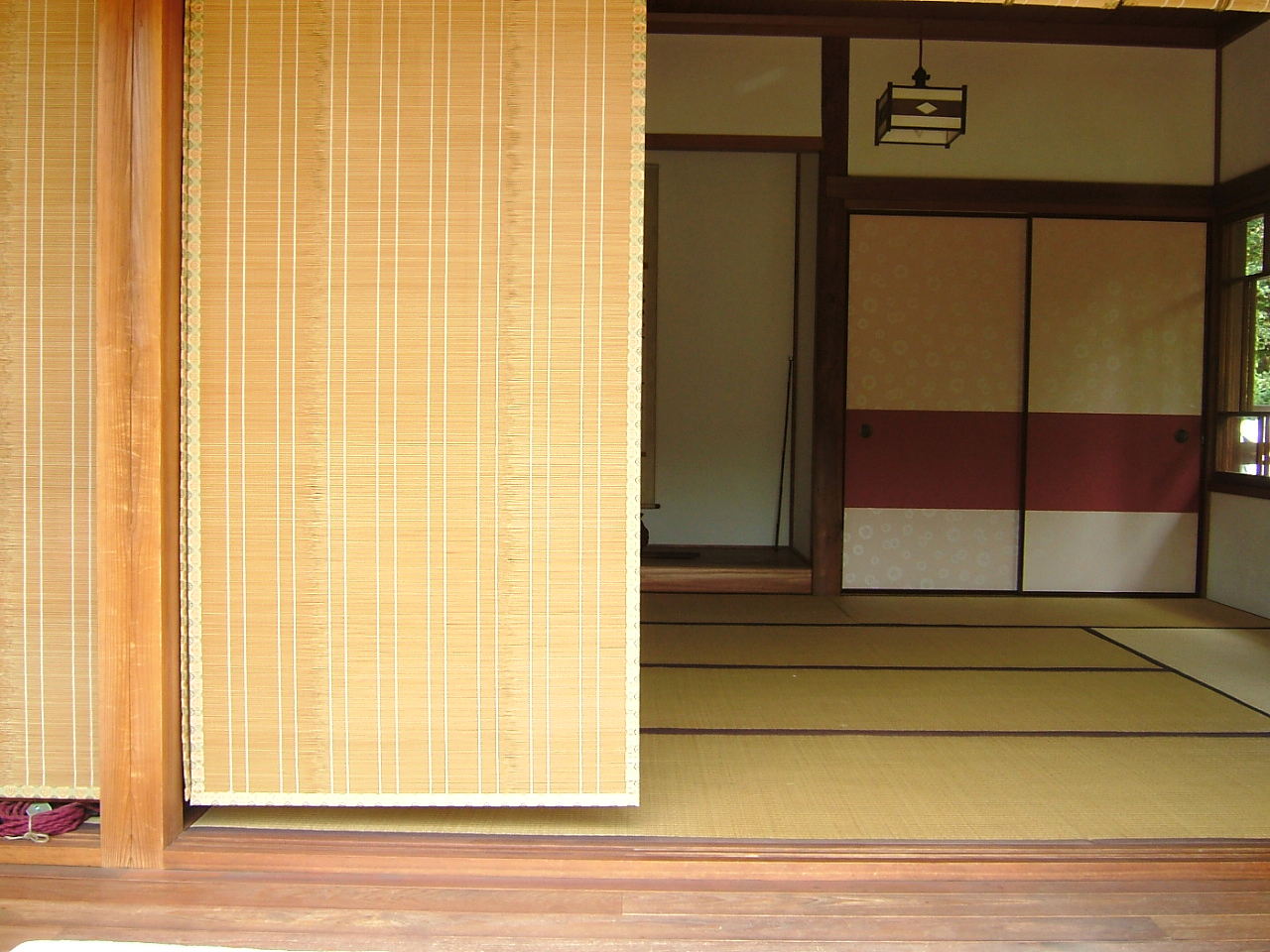
Sudare a pannelli mobili in un'abitazione moderna.

Sudare (簾 o すだ れ) è il nome attribuito a svariati modelli di schermi o pannelli divisori tipici dell'architettura giapponese.

## Descrizione

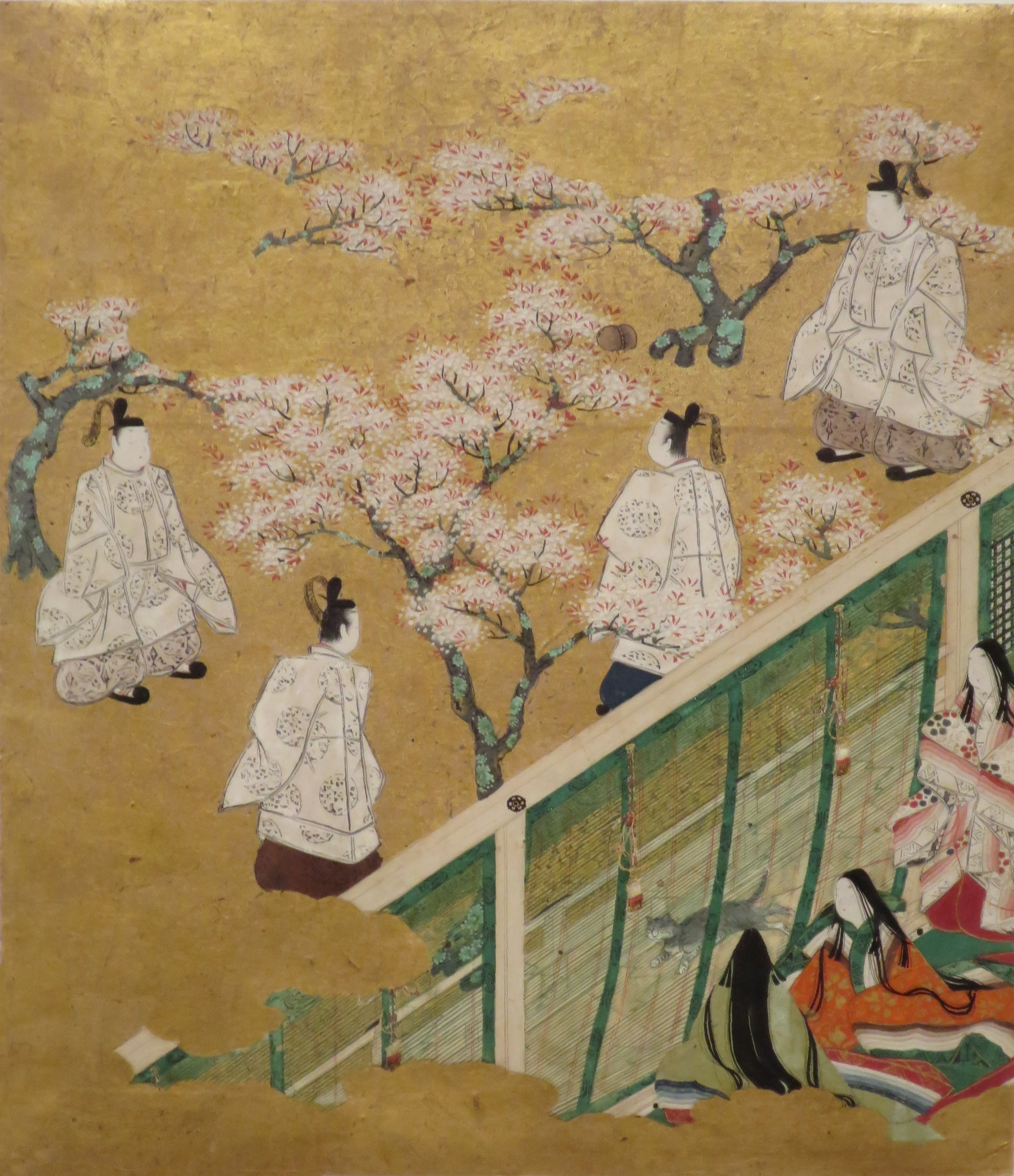
Fanciulla, nascosta dietro un sudare, osserva ciò che accade in un cortile, dipinto tratto dal 34º capitolo del Genji Monogatari, XVIII secolo, pittura giapponese su carta, autore anonimo, Museo delle Arti di Honolulu.

I sudare sono i tradizionali divisori realizzati con bacchette orizzontali di bambù o altri legni flessibili, vengono intrecciati tra loro con spaghi e/o fili colorati. Essi possono essere arrotolati e/o piegati, se smontabili vengono montati in primavera e rimossi in autunno. Servono principalmente a proteggere gli edifici dalla luce solare, dalla pioggia e dagli insetti, anche se alcuni hanno funzioni diverse e sono particolarmente decorativi.

### Tipologie

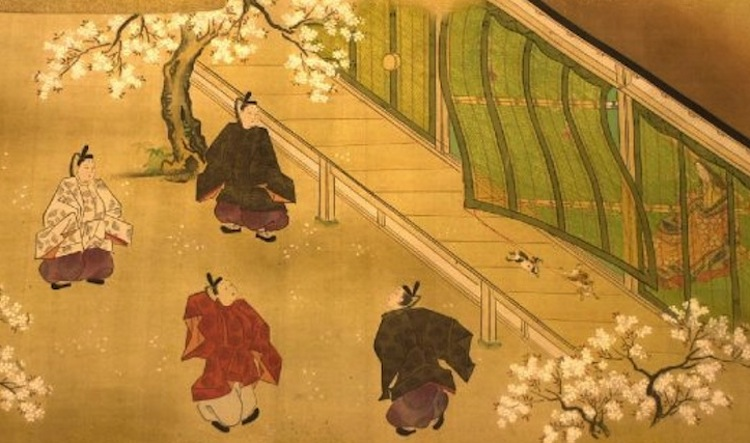
Vista esterna di un cortile adiacente ad ambiente diviso da sudare, dipinto tratto dal 34º capitolo del Genji Monogatari, XVIII secolo, pittura giapponese su carta.

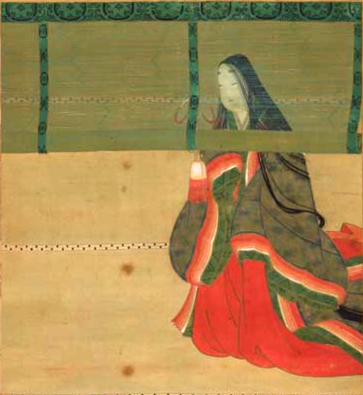
La scrittrice Sei Shōnagon (965/967 – dopo il 1010), seduta dietro ad un sudare misu, periodo Heian.

- I misu (御 簾 o み す) sono dei sudare di listelli orizzontali di legno con orlo di stoffa verde ed altro materiale decorativo per creare tende quasi solide. Se molto elaborati presentano ricami in seta e filo in oro[1].
- Gli yoshizu (葭障子) sono paraventi tipo sudare, realizzati con canne verticali e servono come divisori tra i diversi ambienti.[1]

## Storia
La descrizione minuziosa del sudare è stata fatta per la prima volta nell'opera Genji monogatari del periodo Heian, nella quale se ne definiscono sia l'aspetto che le funzioni. Questi divisori venivano utilizzati come accessori fondamentali nel cerimoniale colloquiale tra i cortigiani di sesso opposto non imparentati tra loro.
Durante il periodo Heian, infatti, alle donne di corte era severamente vietato parlare con uomini al di fuori della stretta cerchia familiare. Così l'intrattenere conversazioni separati dai sudare divenne pratica molto diffusa. La nobildonna sedeva nascosta dallo schermo e poteva vedere il proprio interlocutore, mentre l'uomo poteva ascoltarla ed intravedeva le maniche del suo jūnihitoe. Solo con il consenso della donna, poi, avrebbero potuto avvicinarsi. Il rituale era rigidamente dettato dalle usanze, per cui qualunque comportamento inopportuno avrebbe danneggiato la reputazione della donna.

## Galleria d'immagini

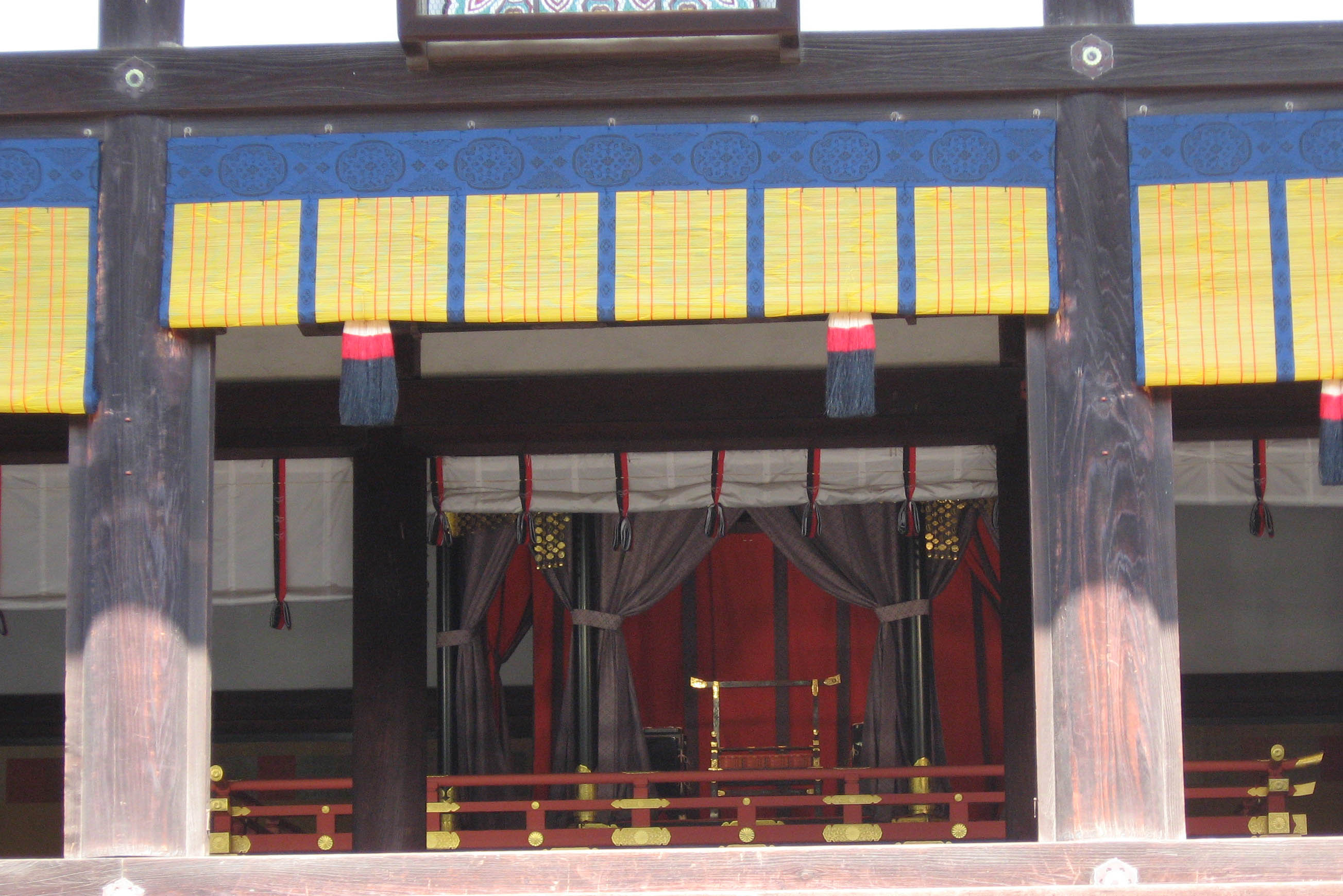
Un pannello misu nello Shishin-den, sala del trono, del palazzo imperiale di Kyoto, aveva la funzione di separare il pubblico dalla persona dell'imperatore del Giappone durante le udienze.
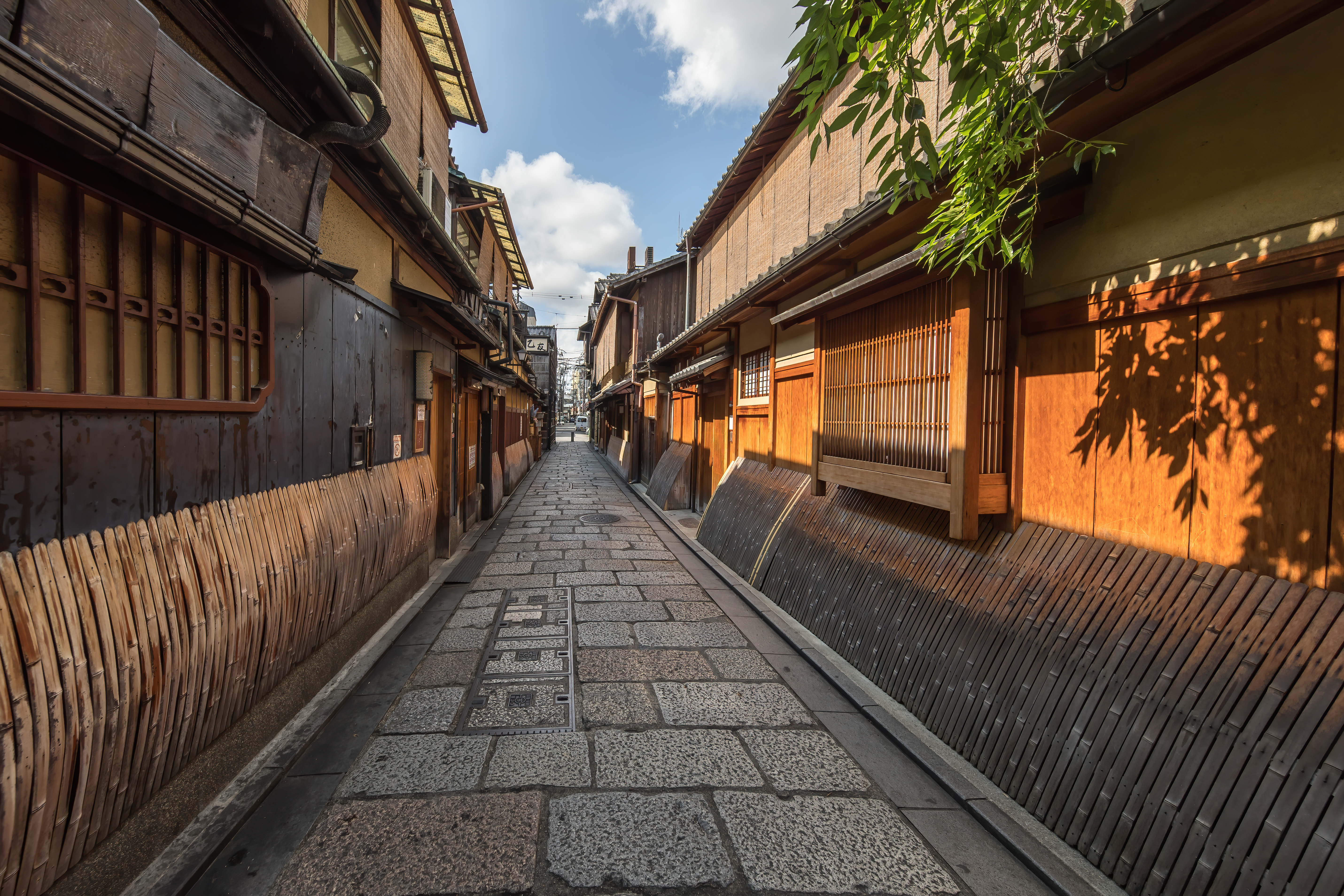
Sudare nei pressi del ponte Tatsumi a Gion, Kyoto.
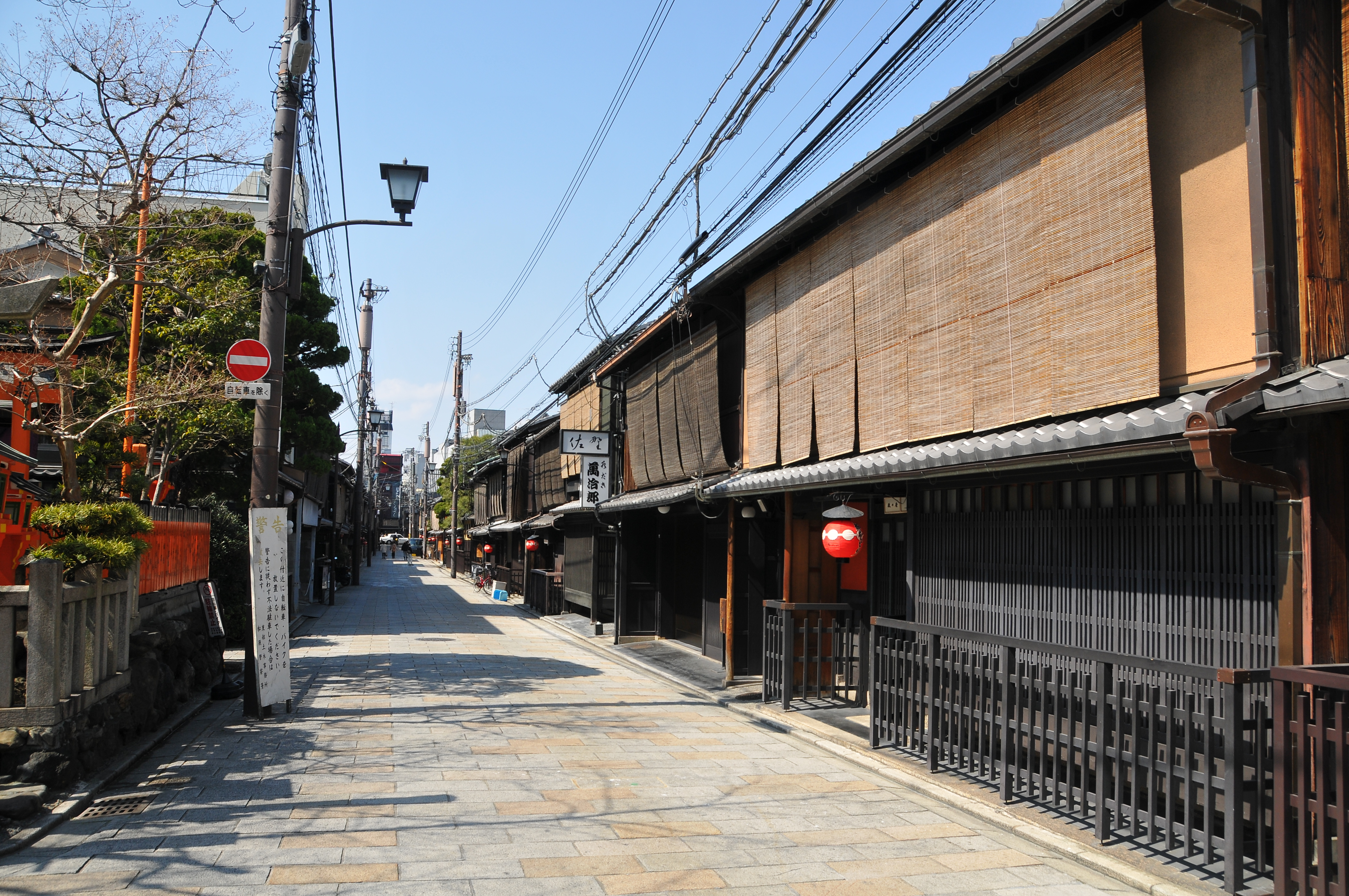
Alcuni sudare in una strada di Kyoto.
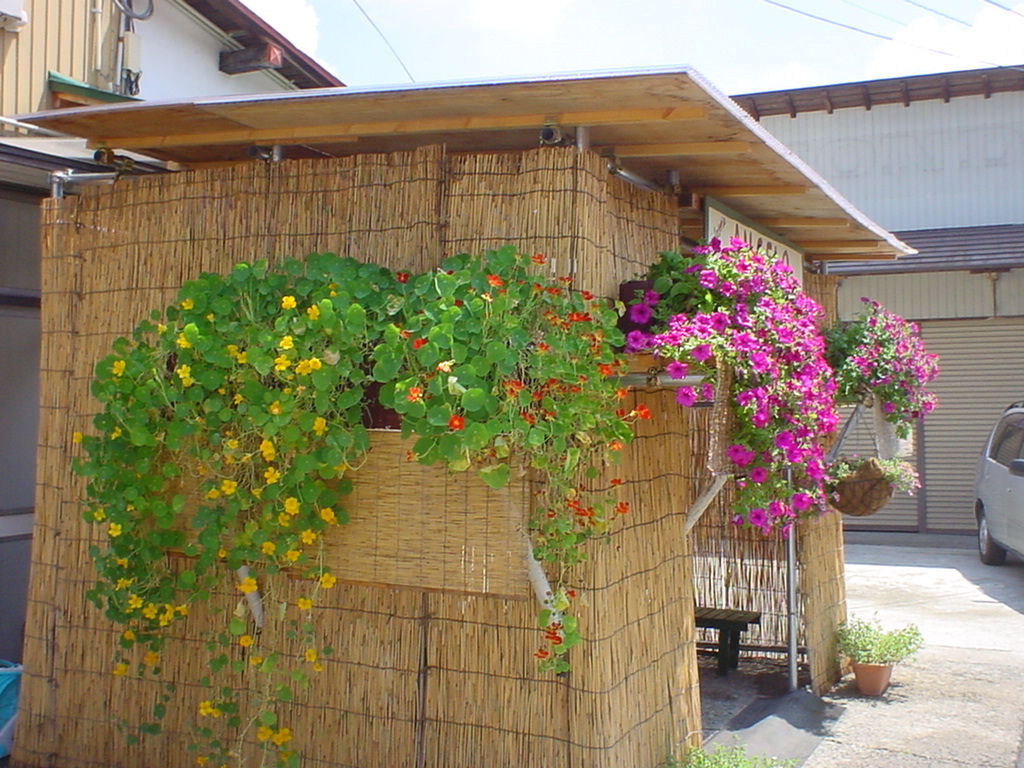
Un esempio di yoshizu sudare con i listelli verticali.
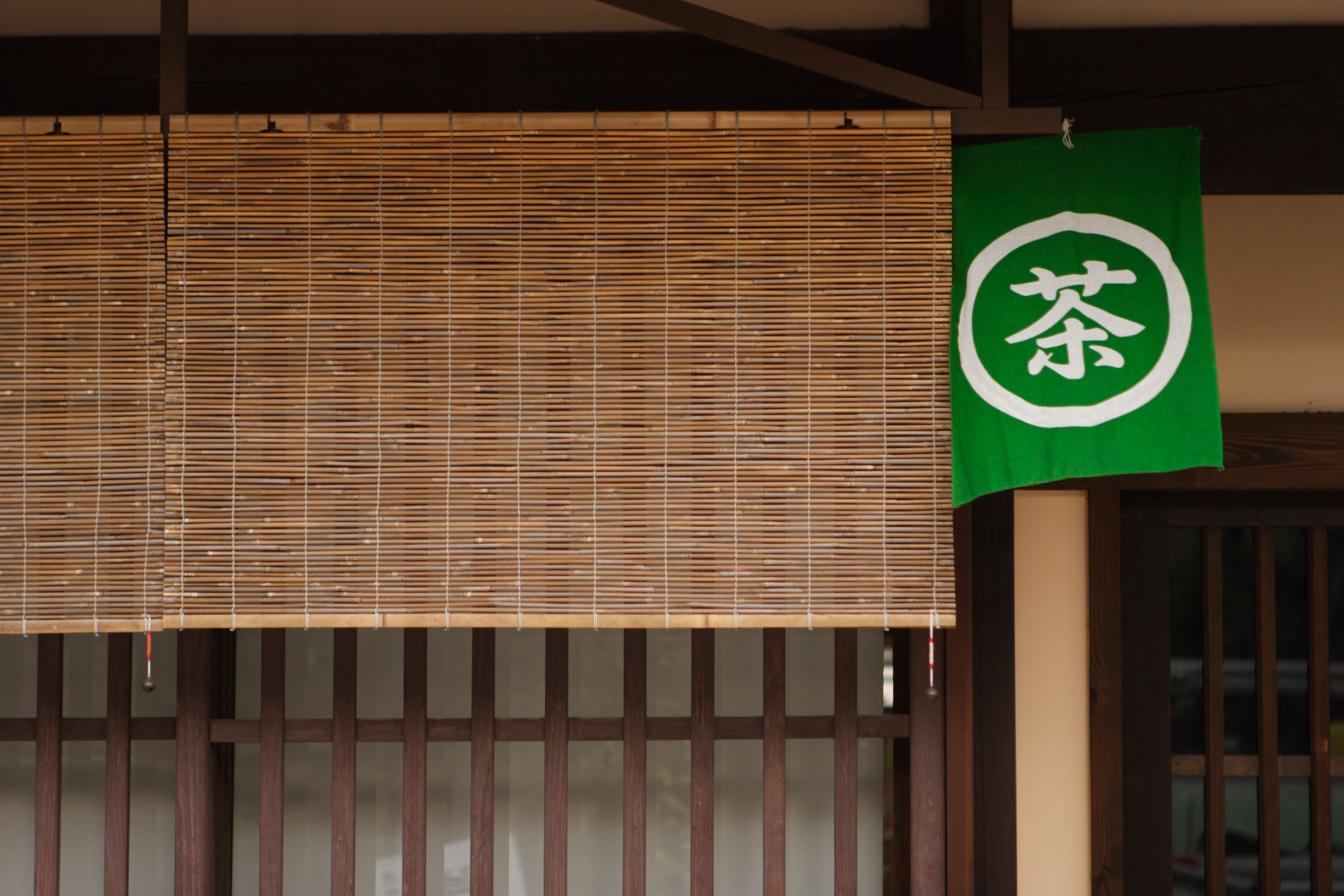
Sudare con il Kōshi (insegna) di una casa da te'.
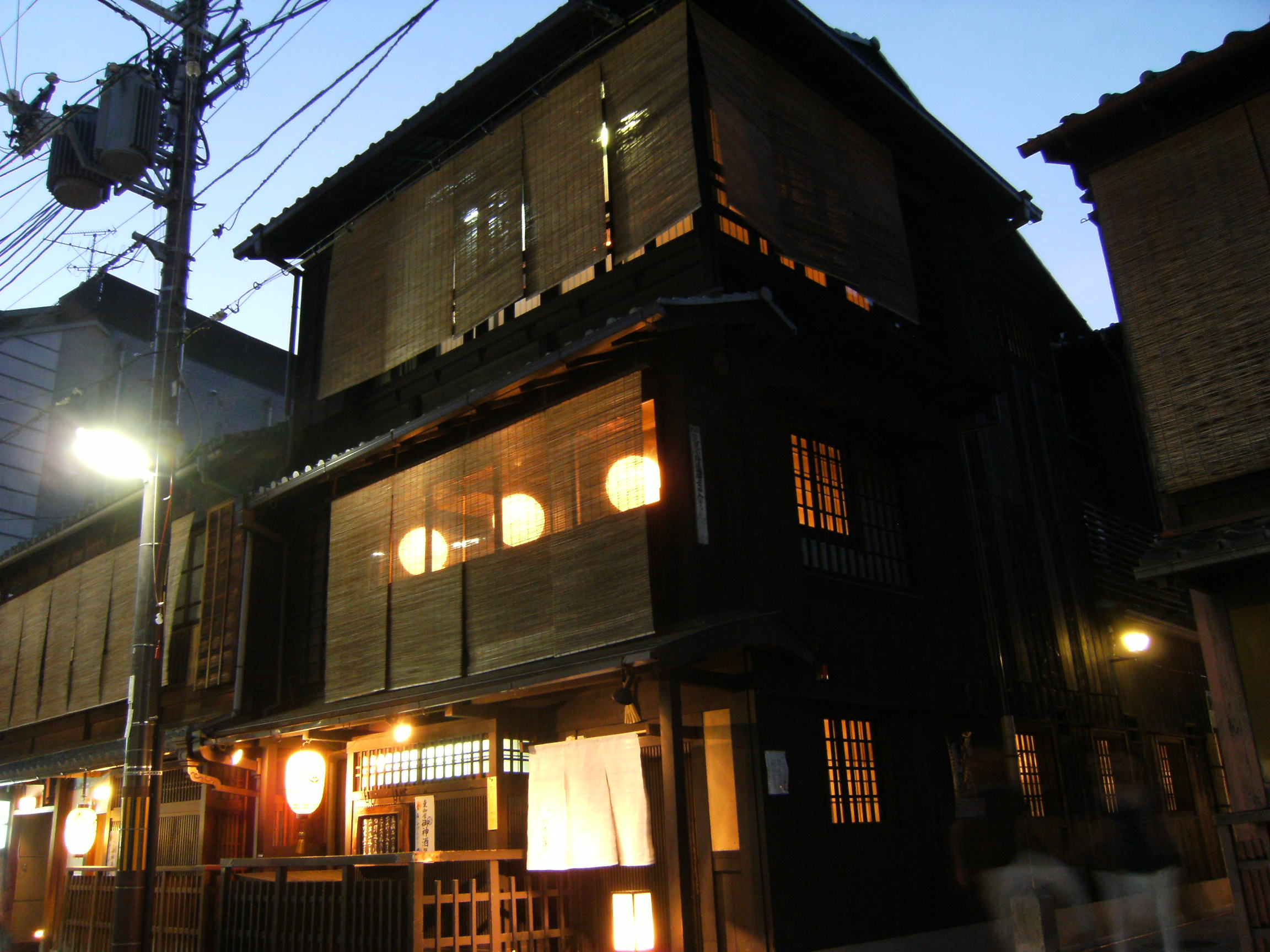
Sudare sulla veranda di un machiya, i tendaggi servono a garantire la privacy della clientela del locale.
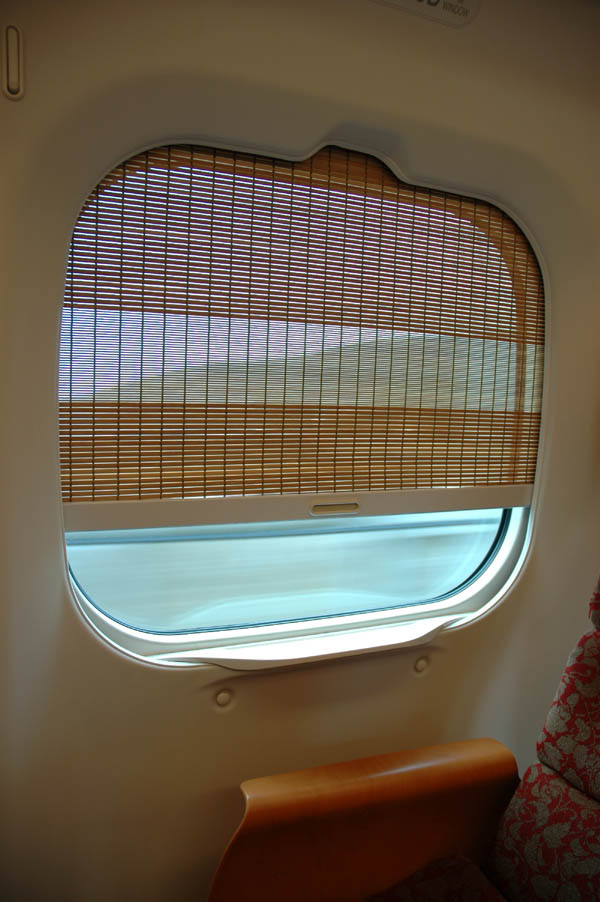
Sudare trasparente applicato al finestrino di un treno.